# Spilosoma semihyalina
Spilosoma semihyalina là một loài bướm đêm thuộc phân họ Arctiinae, họ Erebidae.